# Mecodina leucosticta
Mecodina leucosticta là một loài bướm đêm trong họ Erebidae.